# Rekursiv akronym
Rekursiv akronym är en akronym som refererar till sig själv genom att innehålla begynnelsebokstäver från sin egen akronym.
Den rekursiva akronymen introducerades i slutet av 1970-talet av datorentusiaster främst vid MIT i USA. Den hade ett humoristiskt syfte och var även en form av parodi på datorprodukter med pretentiösa och oinformativa namn som var valda främst för att ge en slagkraftig akronym. Senare har den rekursiva akronymen blivit något av ett signum för open source-rörelsen.

## Exempel på rekursiva akronymer
- GNU - GNU's Not Unix
- LAME - LAME Ain't an MP3 Encoder
- NiL - NiL Isn't Liero
- PHP - PHP: Hypertext Preprocessor
- Visa - Visa International Service Association
- Wine - Wine Is Not an Emulator
- YAML - YAML Ain't Markup Language